# SABCA S.47
Die SABCA S.47 ist ein belgisches Militärflugzeug der 1930er Jahre, das unter Beteiligung des italienischen Flugzeugbauunternehmens Caproni entwickelt und gebaut wurde. Es wird deshalb gelegentlich als Caproni Ca.335 bezeichnet.

## Entwicklung
Ende 1937 traf SABCA mit Caproni eine Übereinkunft über die gemeinsame Entwicklung eines militärischen Mehrzweckflugzeugs, das die von den belgischen Luftstreitkräften genutzte Avions Fairey Fox ersetzen sollte. Das Muster sollte als taktischer Bomber und Aufklärer und eventuell auch als zweisitziger Jäger verwendet werden können. Caproni verpflichtete sich, die Entwicklung und den Bau eines Prototyps durchzuführen, SABCA erklärte sich für die Bereitstellung und den Einbau des Antriebs, der Bewaffnung und der Ausrüstung bereit. Die Vereinbarung sah vor, die Erprobung und gegebenenfalls auch die Serienproduktion in Belgien durchzuführen.
Die Entwicklung bei Caproni wurde mit der Vollendung der reinen Flugzeugzelle Mitte 1939 abgeschlossen, das Flugzeug nach Belgien überführt, dort umgehend vervollständigt und eingeflogen. Am 19. September 1939 wurde der S.47 die staatliche Zulassung erteilt. Obwohl das Muster anschließend der belgischen Armee und auch anderen europäischen und südamerikanischen Streitkräften angeboten wurde, kam es zu keinen Vertragsabschlüssen und somit auch zu keinem Serienbau.

## Aufbau
Die S.47 ist ein freitragender Tiefdecker in Gemischtbauweise. Der Rumpf besteht aus einem mit Glattblech verkleideten geschweißten Stahlrohrfachwerk, besitzt einen ungefähr rechteckigen Querschnitt mit gerundetem Rücken und läuft in einer senkrechten Schneide aus. Die Motoraufhängung aus ebenfalls geschweißten Stahlrohr ist an vier Punkten mit dem Rumpf verbunden. Die beiden Kraftstoffbehälter mit einem Gesamtvolumen von 500 kg bzw. 670 l befinden sich im Rumpfmittelteil zwischen den getrennt liegenden Kabinen des Flugzeugführers und des Beobachters. Letztere ist mit einem Hilfssteuer, Instrumentenbrett und Bombenzielgerät ausgerüstet.
Die S.47 ist mit zweiteiligen Trapezflügeln ausgestattet, die aus einem Hauptholm und Rippen vollständig aus Holz mit webstoffbezogener Sperrholzbeplankung bestehen. Die Vorderkante besteht aus torsionssteifem Sperrholz. Die Verbindung zum Rumpf wird durch Bolzen an Holm und Flügelnase bewerkstelligt. Zwischen Rumpf und Querrudern sind Spreizklappen angeordnet. Das Leitwerk besteht aus einer freitragenden und mit Sperrholz beplankten Gitterkonstruktion aus Holz, wobei die Seitenflosse vor der Höhenflosse ansetzt. Die S.47 besitzt ein einziehbares Heckradfahrwerk, dessen pneumatisch bremsbare Haupträder sowohl hydraulisch als auch mechanisch nach hinten in den Flügel eingezogen und dabei um 90° geschwenkt werden. Das gummigefederte Gabelspornrad ist ebenfalls einziehbar.

## Technische Daten

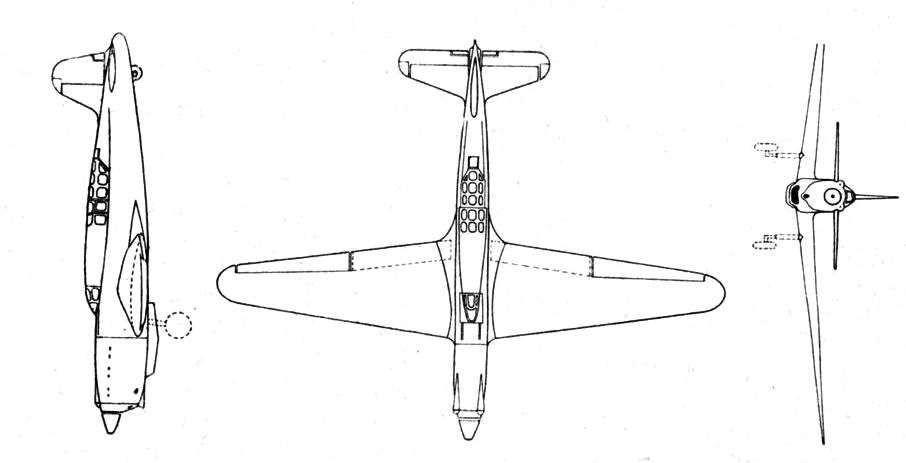
Dreiseitenansicht

| Kenngröße                  | Daten (Jägerausführung) | Daten (Bomberausführung) | Daten (Aufklärerausführung) |
| -------------------------- | --- | --- | --- |
| Besatzung                  | 2 (Flugzeugführer, Beobachter/Bordschütze)                                                                                                 | 2 (Flugzeugführer, Beobachter/Bordschütze)                                                                                                 | 2 (Flugzeugführer, Beobachter/Bordschütze)                                                                                                 |
| Spannweite                 | 13,20 m | 13,20 m | 13,20 m |
| Länge                      | 10,61 m | 10,61 m | 10,61 m |
| Höhe                       | 3,20 m | 3,20 m | 3,20 m |
| Flügelfläche               | 23,8 m² | 23,8 m² | 23,8 m² |
| Flügelstreckung            | 7,3 | 7,3 | 7,3 |
| Flächenbelastung           | 119 kg/m² | 134,5 kg/m² | 130 kg/m² |
| Leistungsbelastung         | 3,28 kg/PS | 3,72 kg/PS | 3,6 kg/PS |
| Flächenleistung            | 36,2 PS/m² | 36,2 PS/m² | 36,2 PS/m² |
| Leermasse                  | 2.100 kg | 2.100 kg | 2.100 kg |
| Zuladung                   | 725 kg | 1.100 kg | 990 kg |
| Startmasse                 | 2.825 kg | 3.200 kg | 3.090 kg |
| Antrieb                    | ein flüssigkeitsgekühlter Zwölfzylinder-V-Motor Hispano-Suiza 12Ycrs mit verstellbarer Dreiblatt-Metallluftschraube Hispano-Suiza–Hamilton | ein flüssigkeitsgekühlter Zwölfzylinder-V-Motor Hispano-Suiza 12Ycrs mit verstellbarer Dreiblatt-Metallluftschraube Hispano-Suiza–Hamilton | ein flüssigkeitsgekühlter Zwölfzylinder-V-Motor Hispano-Suiza 12Ycrs mit verstellbarer Dreiblatt-Metallluftschraube Hispano-Suiza–Hamilton |
| Startleistung Nennleistung | 860 PS (633 kW) 835 PS (614 kW) in 4.200 m Höhe                                                                                            | 860 PS (633 kW) 835 PS (614 kW) in 4.200 m Höhe                                                                                            | 860 PS (633 kW) 835 PS (614 kW) in 4.200 m Höhe                                                                                            |
| Kraftstoffvorrat           | 290 kg (390 l) | 465 kg (620 l) | 500 kg (670 l) |
| Höchstgeschwindigkeit      | 390 km/h in Bodennähe 480 km/h in 4.200 m Höhe                                                                                             | | |
| Mindestgeschwindigkeit     | 115 km/h | | |
| Steigzeit                  | 3,33 min auf 2.000 m Höhe 6,66 min auf 4.000 m Höhe 11,66 min auf 6.000 m Höhe                                                             | 4 min auf 2.000 m Höhe 8 min auf 4.000 m Höhe 14 min auf 6.000 m Höhe                                                                      | |
| Dienstgipfelhöhe           | 10.500 m | 9.500 m | |
| Reichweite                 | 750 km bei 350 km/h in 4.200 m Höhe | | 1575 km bei 350 km/h in 4.200 m Höhe |
| Flugdauer                  | | | 4,5 h |
| Bewaffnung                 | eine starre 20-mm-Kanone in der Luftschraubennabe zwei starre 7,62-mm-MG in den Tragflächen ein bewegliches 7,62-mm-MG im Beobachterstand  | eine starre 20-mm-Kanone in der Luftschraubennabe zwei starre 7,62-mm-MG in den Tragflächen ein bewegliches 7,62-mm-MG im Beobachterstand  | eine starre 20-mm-Kanone in der Luftschraubennabe zwei starre 7,62-mm-MG in den Tragflächen ein bewegliches 7,62-mm-MG im Beobachterstand  |
| Abwurfmunition             | 200 kg Bomben (2 × 50 kg unter dem Rumpf, 10 × 10 kg unter den Tragflächen)                                                                | 200 kg Bomben (2 × 50 kg unter dem Rumpf, 10 × 10 kg unter den Tragflächen)                                                                | 200 kg Bomben (2 × 50 kg unter dem Rumpf, 10 × 10 kg unter den Tragflächen)                                                                |